# Йос Ліферінкс
Йос Ліферінкс (фр. Josse Lieferinxe) — французький художник фламандського походження кінця XV ст.

## Історія вивчення
Про життя і творчість художника збережено обмаль відомостей. За припущеннями від походив або з Пікардії, або з Нідерландів. З Нідерландами його пов'язують техніка виконання творів, іконографічні схеми та трактування пейзажів на тлі картин. Він мав впливи від п'ємонтської школи живопису, можливо через співпрацю з Бернардино Сісмонді та іншими п'ємонтськими майстрами, що працювали на півдні Франції.
Він узяв шлюб із донькою (мадмуазель Мішель) прованського художника Жана Шанжене і постійно мешкав у місті Марсель, але виконував замови і з інших близьких до Марселя міст. Наприкінці XIX ст. був відомим якийсь художник з умовним ім'ям майстер св. Себастьяна. Питанням опікувався французький мистецтвознавець Чарльз Стерлінг (1901—1991), котрий довів, що анонімний майстер св. Себастьяна та Йос Ліферінкс — одна і та ж особа.

## Маловідома біографія
Вперше згаданий у письмових джерелах під 1493 роком у Провансі, Франція. Збережева відомість, що художнику Бернардино Сісмонді з П'ємонту був замовлений поліптих Св. Себастьян в житії. Він встиг розпочати роботу і помер. Створення вівтаря передали художнику Йосу Ліферінксу, було створено не менше восьми стулок. Вівтар призначався для церкви Нотр-Дам-дез-Аккуль. Це єдиний твір Йоса Ліферінкса, про котрий збережені відомовті в документах.
На початку XX ст. стулки вівтаря були продані, розрізнені і потрапили у різні музейні збірки (Національна галерея старовинного мистецтва (Рим), Музей мистецтв Філадельфії, Художній музей Волтерс, Ермітаж.)

## Вибрані твори (неповний перелік)
- "Молитва про позбавлення від чуми "
- «Голгофа», Лувр, Париж
- "Св. Михаїл "
- "Поклоніння немовляті Христу " («Різдво Христове»), Лувр, Париж
- «Св. Себастьяна лікують в домі св. Ірини», бл. 1497 р., Музей мистецтв Філадельфії
- "Св. Себастьян перед імператором Діоклетіаном ", бл. 1497 р., Ермітаж
- « Мучеництво св. Себастьяна», бл. 1497 р., Музей мистецтв Філадельфії
- "Паломники і хворі біля мощей Св. Себастьяна ", бл. 1497 р., Національна галерея старовинного мистецтва (Рим).
- "Се людина " («Христос перед натовпом»). Пінакотека Амброзіана, Мілан
- "Оплакування Христа ", Королівський музей витончених мистецтв (Антверпен) .
- "Три янголи в домі Авраама " («Свята Трійця»), Лувр, Париж

## Вибрані твори (галерея)

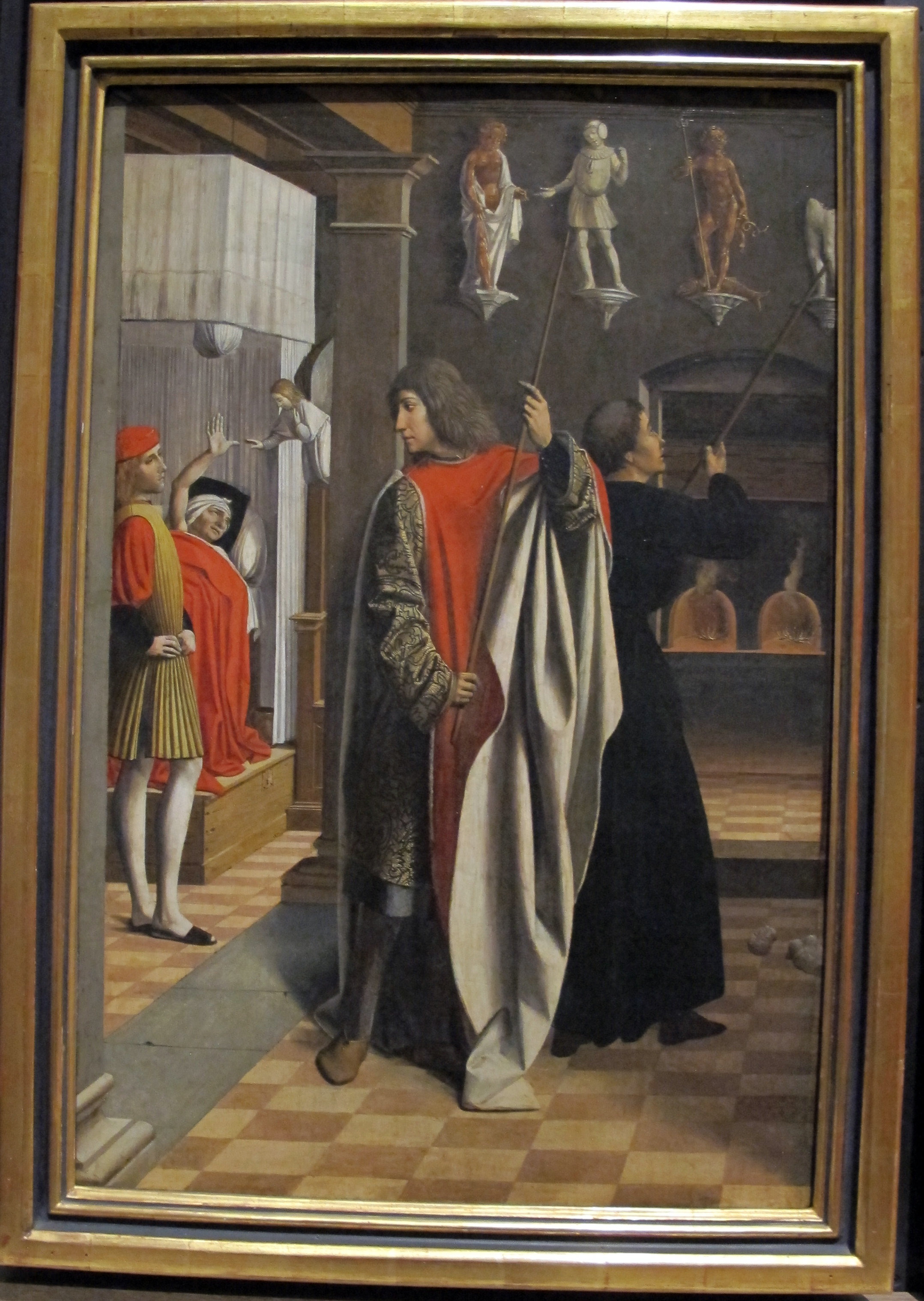
Йос Ліферінкс. Стулка вівтаря Св. Себастьяна, бл 1497 р.

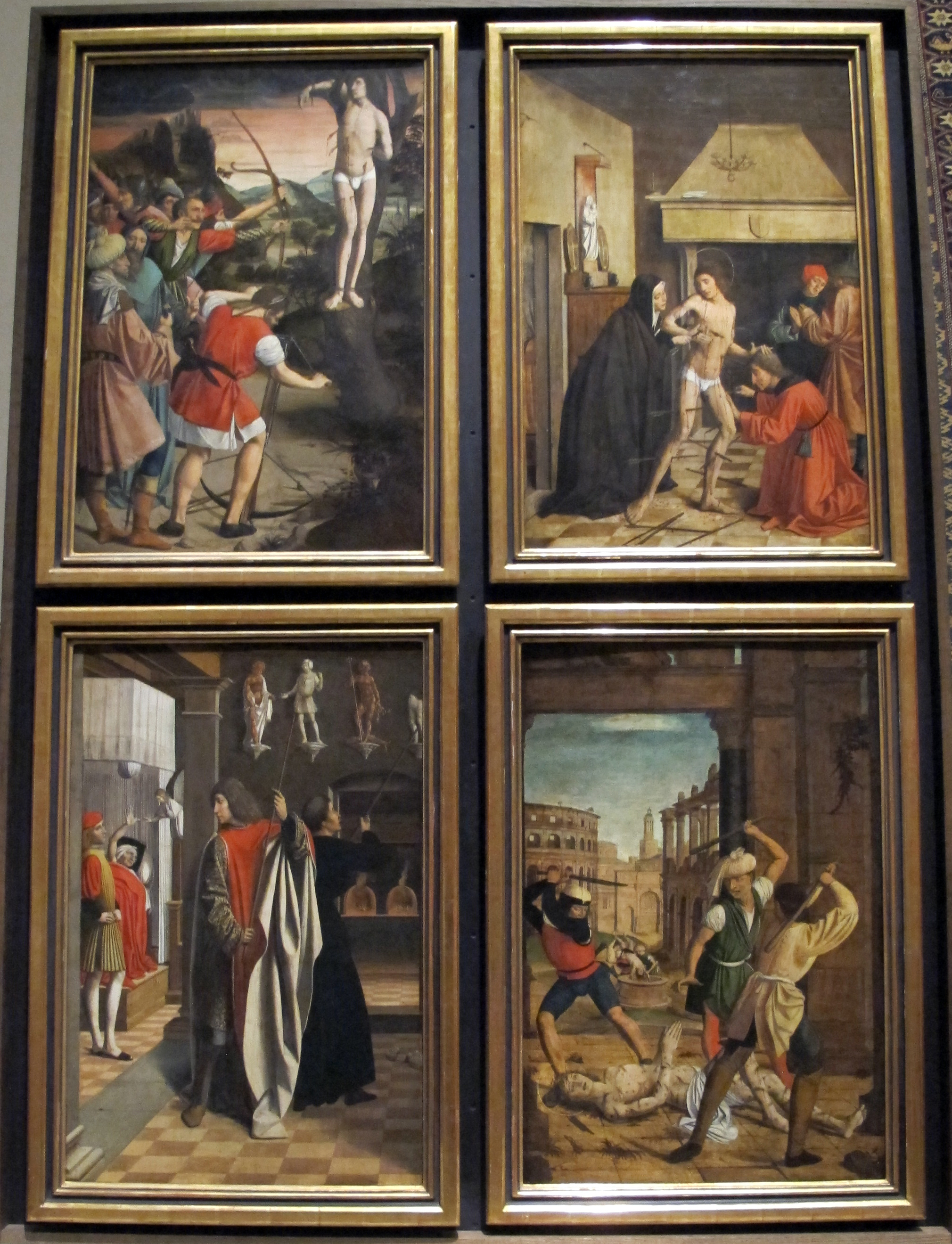
Йос Ліферінкс. Чотири стулки колишнього вівтаря Св. Себастьяна. Музей мистецтв Філадельфії.
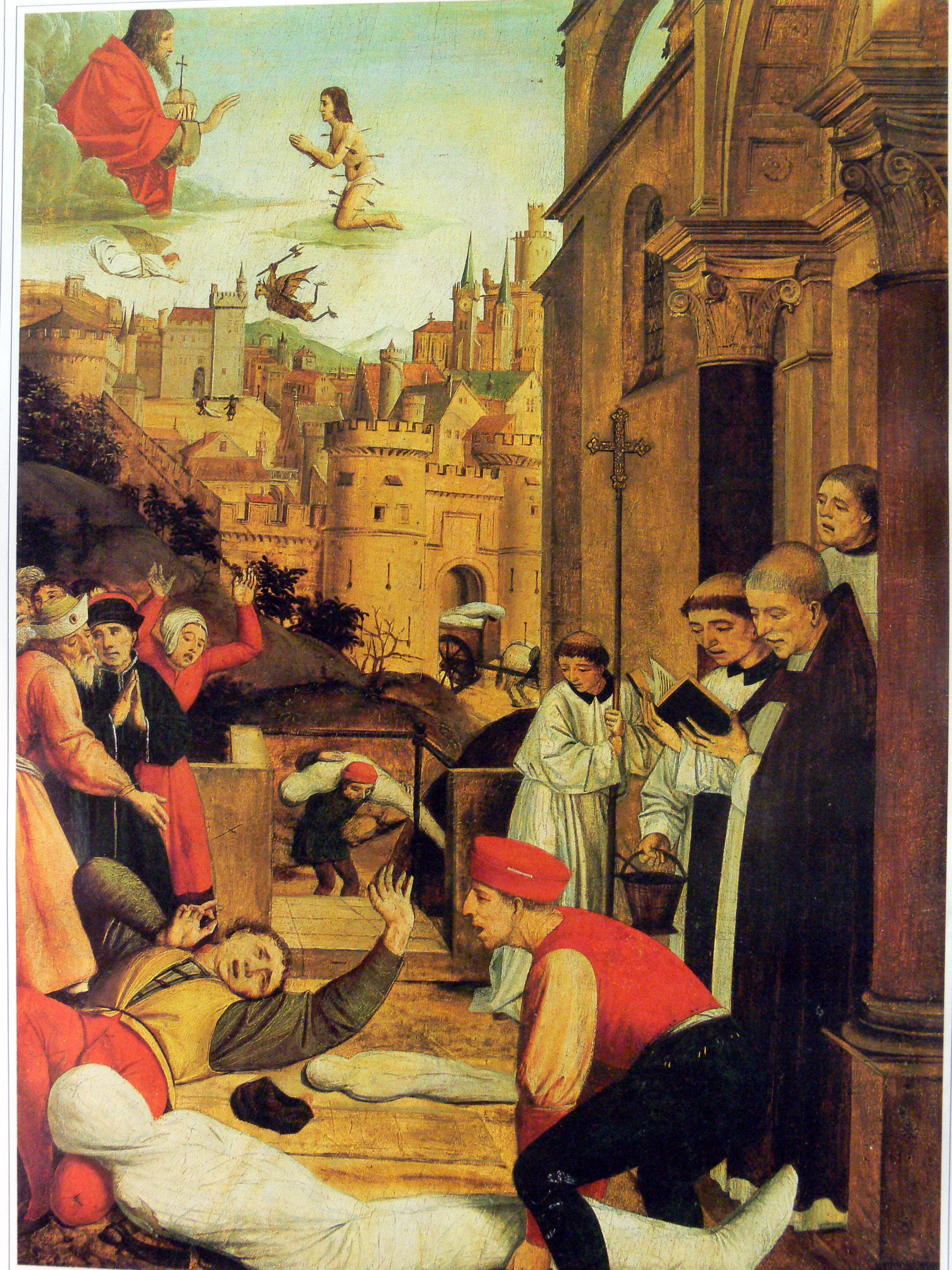
Йос Ліферінкс. «Моління про позбавлення від чуми»
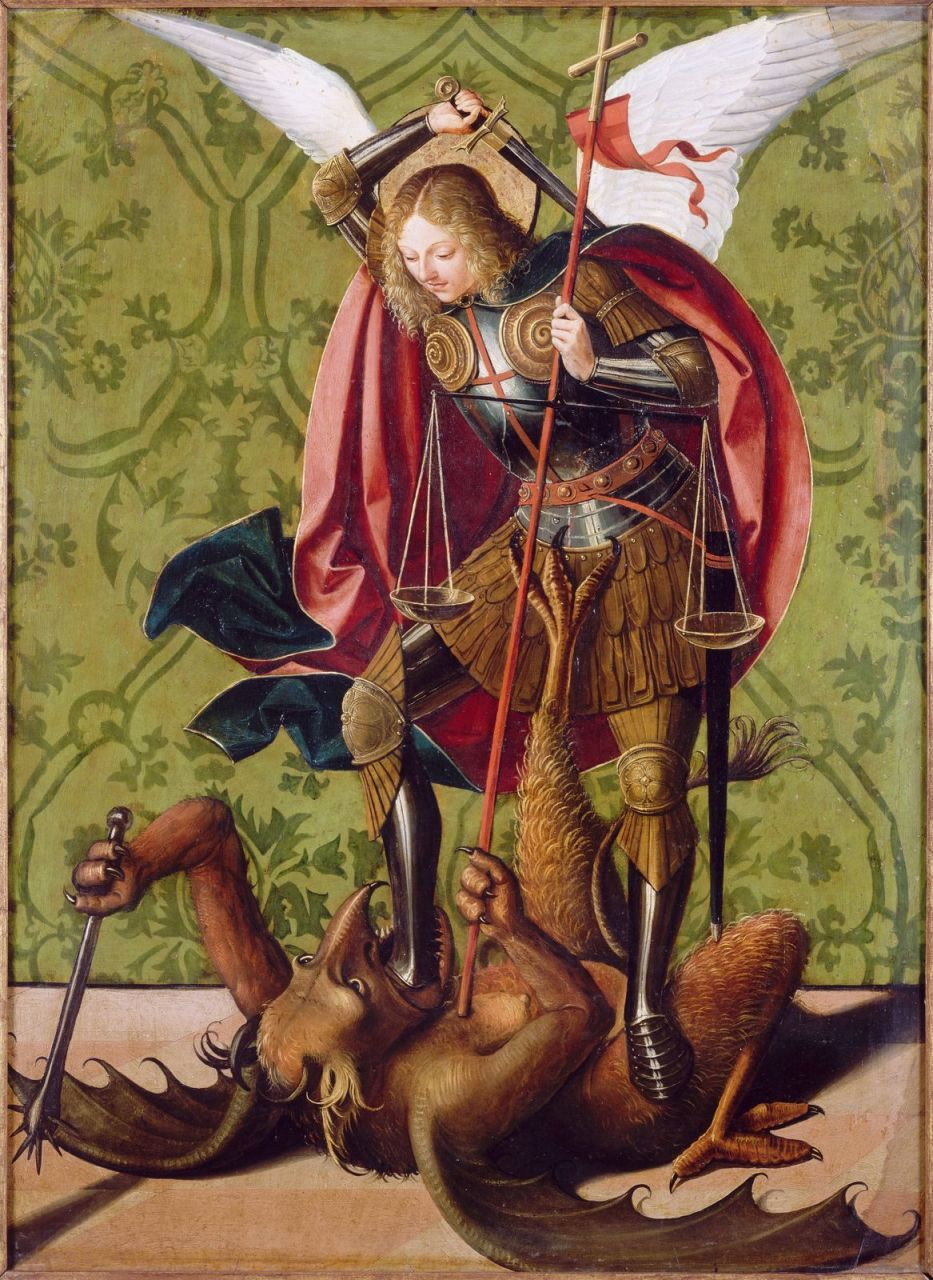
Йос Ліферінкс. «Св. Михаїл і дракон», Музей, Авіньйон, Франція
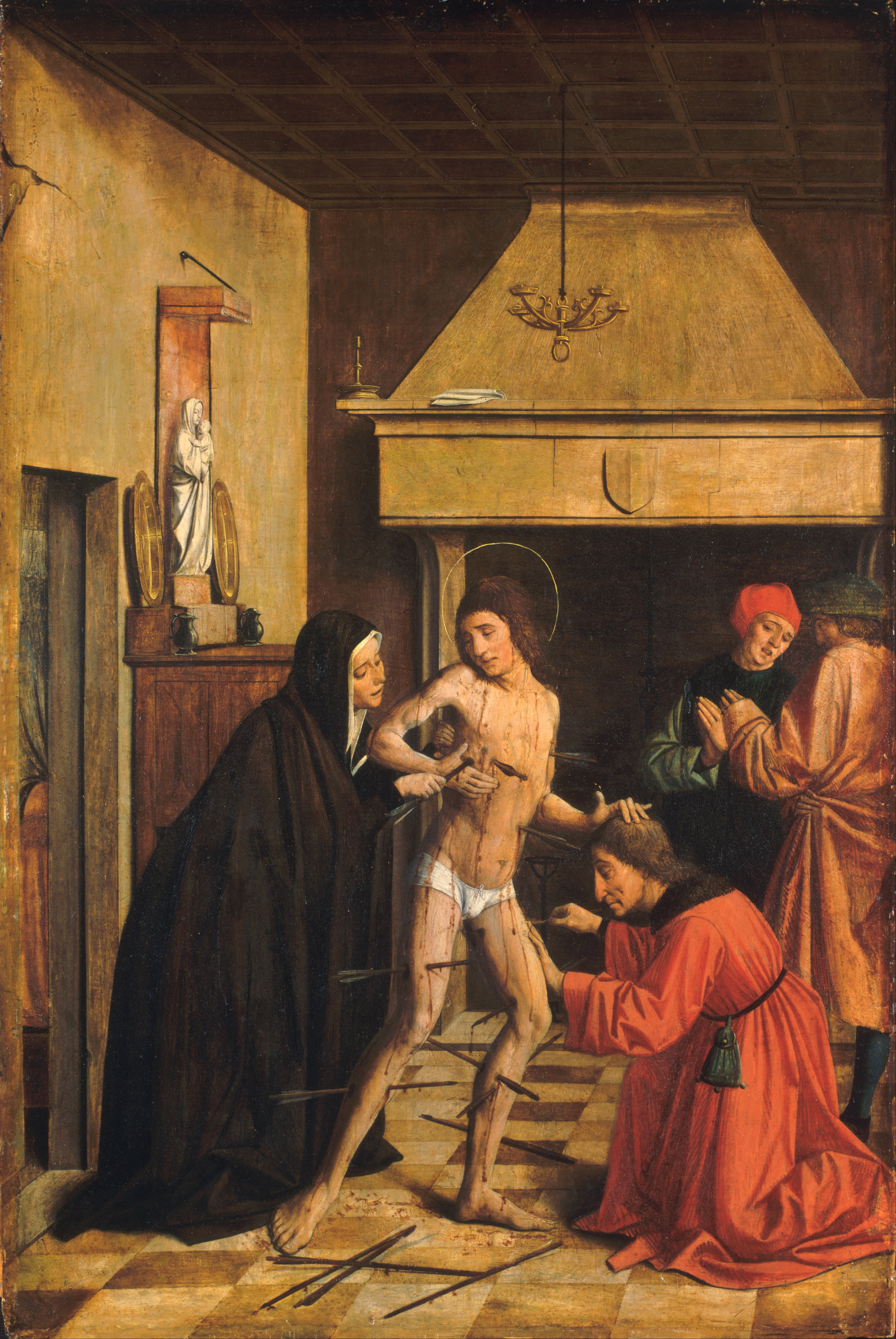
Йос Ліферінкс. Стулка вівтаря св. Себастьяна. «Св. Себастьяна лікують в домі св. Ірини», бл. 1497 р. Музей мистецтв Філадельфії, США